# Замок Сикано
Замок Сикано — бывший замок в Японии. Расположен на территории «бывшего» города Сикано, который был включен в состав города Тоттори в 2004 году.
Точное время основания замка неизвестно, первые упоминания относятся к XVI веку. Первоначально замок принадлежал местному клану Сикано, но уже в XVI веке замок захватил и включил в состав своих владений клан Амаго. В начале эпохи Эдо даймё замка был Камэй Коренори (1557—1612).
После смерти Камэй Коренори резиденция клана была перенесена в замок Цувано. Замок Сикано пришел в запустение и большей частью разрушился. До наших дней сохранились фрагменты стен и рвов.